# Calosoma latipenne
Calosoma latipenne är en skalbaggsart som beskrevs av Horn. Calosoma latipenne ingår i släktet Calosoma och familjen jordlöpare. Inga underarter finns listade i Catalogue of Life.